# آرتمیس
آرتمیس (به یونانی: Ἄρτεμις) یا در اسطوره‌های رومی دیانا (به لاتین: Diana) در اساطیر یونانی ایزدبانوی شکار، طبیعت وحش، بکارت، ماه و حاصلخیزی، دختر لتو و زئوس است.
این الهه دوقلوی آپولون خدای موسیقی و هنر است. آرتمیس یکی از الهه‌های باکره و مظهر پاک‌دامنی المپ به‌شمار می‌رفت. داستان ایفی ژن دختر آگاممنون که پدرش بهنگام جنگ تروا او را قربانی راه آرتمیس نمود تا بادهای موافق را برای حرکت کشتی‌های خویش از طرف خدایان فراخواند. در جزیره دِلُس نیز معروف‌ترین معبد آپولون و دیانا یعنی الهه رومی قابل تطبیق با آرتمیس وجود دارد و گویند آن‌ها در همین جزیره قدم به عرصه وجود گذاشته‌اند. کالیماک در سرودی برای آرتمیس ساخته می‌گوید: آرتمیس پیش از آپولون به دنیا آمد و به هیچ وجه مادر خود (لتو) را ناراحت نکرد.

## تولد
برطبق افسانه‌ها، آرتمیس یک روز زودتر از برادرش آپولون به دنیا آمد. مادرش او را در جزیرهٔ اورتیگیا به دنیا آورد، سپس بلافاصله بعد از تولدش، او به مادرش برای عبور از تنگهٔ دلوس کمک کرد، جایی که او برادر دوقلویش آپولون را به دنیا آورد. این داستان شروعی برای نقش او به‌عنوان نگهبان کودکان و حامی زنان هنگام زایمان شد. آرتمیس همانند برادر دوقلوی خود آپولون که محافظ پسربچه‌ها به‌شمار می‌رفت، مسئولیت محافظت از دختران کوچک تا سنین ازدواج آن‌ها را به عهده داشت و همچنین دارای موهبت شفابخشی بود. اما هردوی آن‌ها نیز موجبات مرگ ناگهانی و بیماری بودند، آرتمیس زنان و دختران و آپولو مردها و پسران را هدف قرار می‌داد. اما برطبق روایات، پیکان‌های آرتمیس هنگام زایمان مرگی سریع را به ارمغان می‌آورد. او مظهر پاک‌دامنی بود و در آغازین سال‌های زندگی خود (احتمالاً سه‌سالگی) از پدرش، زئوس بزرگ، درخواست کرد تا بکارت ابدی را به وی اعطا کند. همچنین تمامی همراهان او باکره به حساب می‌آمدند. آرتمیس بسیار از عفت و طهارت خود محافظت می‌کرد و مجازات‌های سنگینی برای هر مردی که اقدام به هر نوع بی‌احترامی نسبت به او می‌کرد در نظر می‌گرفت.
سرگرمی و کار اصلی آرتمیس، پرسه زدن به همراه حوریهای خود در جنگل‌های کوهستانی و زمین‌های کشت‌نشده برای شکار شیر، پلنگ و گوزن بود. او مجهز به تیر و کمانی سیمین (از جنس نقره) بود که هفائستوس و سایکلاپس ساخته بودند. حس استقلال‌طلبی و روحیهٔ طبیعی او توسط همهٔ الهه‌ها مورد قدردانی قرار نمی‌گرفت. آفرودیته، الههٔ عشق و زیبایی، هیچ کنترلی بر وی نداشت به این دلیل که او به‌هیچ‌وجه اهل عشق‌ورزی نبود، و هرا، ملکهٔ خدایان، نیز هنگامی که آرتمیس در جنگ تروآ طرف تروجان‌ها را گرفت، مجبور شد با او به مقابله بپردازد.

## ریشه‌شناسی
یکی از دوازده ایزد المپ‌نشین، الهه شکار و تیراندازی و در عین حال حامی جانوران وحشی، کودکان و چیزهای ضعیف می‌گفتند که با دسته ای از حوریان در کوه‌ها می‌گردد و از کسانی که در کار او و تحت‌الحمایه‌هایش دخالت کنند خشمگین می‌شود. در ادبیات کلاسیک یونان مظهر عفت حفظ بکارت بود و کسانی را که بی عفتی می‌کردند مجازات می‌کرد. می‌خواست همه ملازمانش باکره باشند و از پاکدامنی مردان و زنان دفاع می‌کرده‌است در روایتی از آرتمیس در هیئت خدایی پیش یونانی و معشوق حیوانات وحشی یاد می‌شود۰

## اسطوره‌شناسی
آرتمیس احتمالاً در اصل الهه نبوده و به نظر می‌رسد از نوعی مام خاک اشتقاق یافته‌است و از این رو یادآور الهه چند پستانی افسوس است.
در نتیجه آورنده حاصلخیزی و حامی نوزادان بود.
آرتمیس دختر لتو و خواهر دوقلو آپولون بود و همراه آپولون در دلوس به دنیا آمد یا در روایتی درست قبل از آپولون در اورتوگیا به دنیا آمد به همین سبب القاب دلیا و کونتیا به اسمش اضافه می‌شد. هرا به او حسودی می‌کرد همانگونه که به همه فرزندان زئوس حسودی می‌کرد به همین سبب در ایلیاد هرا آرتمیس را تحقیر می‌کند، تیرهایش را خراب می‌کند و به گوش‌هایش مشت می‌کوبد آرتمیس به سمت پدر می‌دود و بر زانوی پدر می‌نشیند و می‌گرید.
اما آرتمیس به همراه آپولون از تیتوئوس غول که می‌خواست به لتو تجاوز کند انتقام گرفت، او را کشتند و در تارتاروس به مکافات ابدی محکوم شد. آرتمیس و آپولون اکثر فرزندان نیوبه را کشتند زیرا نیوبه فرزندان زیاد خود را به رخ لتو می‌کشید و او را تحقیر می‌کرد.
همان‌طور که آپولون مسبب مرگ ناگهانی اما طبیعی مردان به حساب می‌آمد، آرتمیس نیز برای زنان مرگ می‌آورد.
از این نظر آرتمیس با هکاته که الهه و ساحره بود، گاه یکسان و اشتباه گرفته می‌شد زیرا هکاته نیز الهه خاک بود و خصوصیاتی شبیه آرتمیس داشت و مرگ هم زیار سر و کار داشت.
داستان کالیستوی حوری را می‌توان در اصل در مورد خود آرتمیس نیز صادق دانست: یک لقب او کالیستو (زیباترین) بود. کالیستو، پیرو محبوب آرتمیس مورد تجاوز زئوس قرار گرفت و آرکاس را به دنیا آورد. به روایتی، آرتمیس خودش کالیستو را به خرس تبدیل کرد و با تیرهای خود او را راند زیرا که کالیستو دیگر دوشیزه نبود و سوگند خود را زیر پا گذاشته بود.
از طرف دیگر آرتمیس به حال پروکریس که می‌خواست از دست شوهر خود بگریزد و شکارچی پاکدامنی باشد دل سوزاند پس به او سگی بنام لایلاپس و نیزه ای بی خطا به او داد. آرتمیس در داستان اوریون، شکارچی غول‌پیکر، نیز حضور دارد در یکی از این روایت‌ها اوریون خواست به آرتمیس تجاوز کند، اما با تیرهای آرتمیس کشته شد. در روایتی دیگر، آرتمیس عاشق اوریون شد، اما آپولون حسادت کرد. زمانی که آرتمیس و آپولون در کرت مشغول شکار بودند که آپولو دید اوریون در دوردست‌ها مشغول شنا است. آپولون که می‌دانست او اوریون است آرتمیس را به مسابقه دعوت کرد تا به آن شئی در دوردست تیر بزند و به این ترتیب باعث شد آرتمیس مرد محبوب خود را بکشد. طبق روایت دیگر اوریون لاف می‌زد که همه جانوران وحشی زمین را خواهد کشت پس آرتمیس عقابی را فرستاد تا اوریون را بکشد. در بعضی روایت‌ها علت کشتن اوریون توسط آرتمیس به این دلیل بود که به ائوس دلباخته بود و او را معشوقه خود کرده بود یا شاید هم به یکی از حوریان بنام اوپیس تجاوز کرده بود.

## پرستش آرتمیس
آرتمیس را در اکثر شهرهای یونان می‌پرستیدند، اما فقط به‌عنوان یک خدای ثانویه. اگرچه برای یونانیان ساکن آسیای صغیر (ترکیهٔ امروزی)، او یک الوهیت برجسته بود. در اِفِسوس، یکی از شهرهای آسیای صغیر، برای احترام به او معبد بزرگی به نام معبد آرتمیس بنا نهادند که یکی از عجایب هفت‌گانه جهان به‌شمار می‌رفت. اما در شهر اِفِسوس او را عمدتاً به‌عنوان ایزدبانوی باروری می‌پرستیدند. تندیس آرتمیس در اِفِسوس تا حد زیادی با دیگر سرزمین‌های یونان متفاوت است، به گونه‌ای که او همیشه به‌عنوان زنی شکارچی، همراه با تیر و کمان خود به تصویر کشیده می‌شد، اما در اِفِسوس او را به سبک شرقی نشان داده‌اند. اسپارتی‌های باستان برای آرتمیس به‌عنوان یک ایزدبانوی حامی و نگهبان قبل از عملیات لشکرکشی قربانی می‌کردند.

## واژه‌شناسی
ریشه و خاستگاه این نام کاملاً روشن نیست. ریشه نخستین نام احتمالاً از واژه‌های تورانی آرتا (arta)، آرت (art) و آرته (arte) (از ترکی کهن) که می‌تواند به بزرگ، خوب، پاک واژه‌شناسی شود، گرفته شده باشد؛ بنابراین واژه‌شناسی «آرتمیس» می‌تواند «بانوی پاک، بزرگ و …» باشد.

## در هنر
قدیمی‌ترین بازنمود و تمثال منتسب به آرتمیس در هنر باستانی یونان به‌عنوان ملکه و مادر حیوانات (پوتنیا ثرون (به انگلیسی: Potnia Theron))، نقشی است در اورتیا، نزدیک به محوطه تاریخی اسپارت که در آن آرتمیس به عنوان یک الهه بالدار، شیر یا پلنگی را در دست خود نگه‌داشته‌است. در هنر کلاسیک یونان، آرتمیس معمولاً به صورت یک دوشیزه شکارچی، جوان، قدبلند و باریک اندام که ملبس به دامنی کوتاه همراه با چکمه‌های شکاری، تیردان و تیر و کمان ترسیم شده‌است. در بعضی از نگاره‌ها، آرتمیس در حالت تیراندازی است و به همراه وی، سگی شکاری یا حیوانی نر وجود دارد.
زمانی‌که آرتمیس به عنوان الهه ماه شناخته می‌شود، وی ملبس به لباسی بلند و چیزی که سر وی را پوشانده‌است و در حالت تاریک آرتمیس، وی در حالت تیراندازی و کشتار دوشیزگان و زنان ترسیم شده‌است که در اینجا به عنوان الهه آورنده مرگ شناخته می‌شود. همچنین در نگاره‌های کلاسیک، وی تاجی به شکل هلال ماه بر سر خود دارد.

## میراث

### در ستاره‌شناسی
آرتمیس ۱۰۵، آرتمیس (دهانه)، آرتمیس کاسما و آرتمیس کورونا همگی براساس این الهه نام‌گذاری شدند؛ و همچنین نام مختصری از دوربینی بلومتری در یکی از رادیوها تلسکوپ‌ها در بیابان آتاکاما است که در سال ۲۰۱۰ در شیلی نصب شد.